# Khewra
Khewra é uma cidade do Paquistão localizada na província de Punjab.